# Geodetische kromming
In de differentiaalmeetkunde, een deelgebied van de wiskunde, is de geodetische krommingsvector een eigenschap van krommen in een metrische ruimte, die de afwijking van de kromme weergeeft van het volgen van de kortste booglengte-afstand langs elk infinitesimaal segment van haar lengte.
De vector wordt als volgt gedefinieerd: op een punt P op een kromme C is de geodetische krommingsvector kg de krommingsvector k van de projectie van de kromme C op en naar het raakvlak op P.
De scalaire grootte van de geodetische krommingsvector wordt de geodetische kromming {\displaystyle k_{g}} genoemd. Een kromme voor welke de geodetische kromming overal verdwijnt heet een geodeet.

## Sommige stellingen waar de geodetische kromming een rol in speelt
- Op een punt {\displaystyle p} op een kromme {\displaystyle C}, is de geodetische krommingsvector {\displaystyle \kappa _{g}} de projectie van de krommingsvector {\displaystyle \kappa } van {\displaystyle C} op {\displaystyle p} op en naar het raakvlak op {\displaystyle p}.
- De relatie met de regelmatige kromming van de kromme wordt gegeven door: {\displaystyle \kappa ^{2}=\kappa _{g}^{2}+\kappa _{N}^{2}}, waar {\displaystyle \kappa } de regelmatige kromming en {\displaystyle \kappa _{N}} de normale kromming is.
- De stelling van Gauss-Bonnet.